# Grundstoffüberwachungsgesetz
Das Grundstoffüberwachungsgesetz (GÜG) regelt in Deutschland den Handel sowie die Ein- und Ausfuhr von Stoffen, die möglicherweise zur unerlaubten Herstellung von Betäubungsmitteln verwendet werden können.
Das Grundstoffüberwachungsgesetz verbietet insbesondere die Abzweigung von Stoffen, die nach EU-Recht eingeführt, ausgeführt oder durchgeführt werden (früher: Verordnung (EWG) Nr. 3677/90 und Verordnung (EWG) Nr. 3769/92; heute: Verordnung (EG) Nr. 111/2005 in Verbindung mit Verordnung (EG) Nr. 273/2004 bzw. Verordnung (EG) Nr. 1277/2005). Zusammen mit dem Betäubungsmittelgesetz und dem Arzneimittelgesetz bildet das GÜG die wichtigsten Vorschriften im Betäubungsmittelrecht.
Von diesem Gesetz ist die Herstellung, der Handel, die Einfuhr, Ausfuhr, Durchfuhr, Veräußerung, Abgabe, der Erwerb und die Verschaffung aller derjenigen Stoffe betroffen, die als Grundstoffe zur Herstellung von Methamphetamin, LSD, Heroin, Methaqualon (Schlafmittel) und MDMA („Ecstasy“) dienen können (vgl. Kategorie I und 2) § 19 GÜG enthält Strafvorschriften, u. a. für den unzulässigen Umgang mit Grundstoffen, § 20 diverse Bußgeldvorschriften.
Unabhängig von den in den Anlagen genannten Substanzen, sind laut GÜG sowohl Besitz als auch Handel und Einfuhr von praktisch jedem Stoff verboten, wenn nachgewiesen werden kann, dass er für die illegale Herstellung von Betäubungsmitteln vorgesehen ist.

## Einteilung der Stoffe
Die vom GÜG betroffenen Stoffe (siehe Anhang der Verordnung (EG) 111/2005) sind dabei in drei Kategorien abgestuft, die unterschiedlich strengen Regelungen beim Umgang unterliegen. Bei der Kategorie I und II der Anlage 1 der EU-Verordnung handelt es sich um sogenannte Grundstoffe bzw. Ausgangsstoffe. Bei der Kategorie III um triviale Lösungsmittel, die keine eigentlichen Grundstoffe oder Ausgangsstoffe darstellen. Stoffe der Kategorie III sind innerhalb der EU ohne jegliche Reglementierung frei handelbar. Lediglich der Außenhandel in Drittländer (Afghanistan, Iran etc.) unterliegt der Reglementierung.

### Kategorie 1
Die Stoffe in Kategorie 1 sind Vorstufen / Grundstoffe (direkte Vorläuferstoffe) häufig missbräuchlich verwendeter Betäubungsmittel. Handel, Ein-, Ausfuhr und Herstellung dieser Stoffe sind genehmigungs- und meldepflichtig beim Bundesinstitut für Arzneimittel und Medizinprodukte (BfArM, Abteilung Bundesopiumstelle). Der Handel ist nur zwischen befugten Teilnehmern erlaubt. Für diese Stoffe ist eine sogenannte Endverbleibserklärung einzuholen. Ein Verstoß ist strafbar. In Kategorie 1 sind zurzeit (Juli 2007) folgende Stoffe aufgeführt (kursiv jeweils die daraus synthetisierbaren Betäubungsmittel):
| Stoff                                      | Synthetisiertes Betäubungsmittel |
| ------------------------------------------ | -------------------------------- |
| Ephedrin                                   | Methamphetamin / Methcathinon    |
| Ergometrin                                 | LSD                              |
| Ergotamin                                  | LSD                              |
| Lysergsäure                                | LSD                              |
| 1-Phenyl-2-propanon (P2P)                  | Amphetamin / Methamphetamin      |
| Norephedrin                                | Amphetamin                       |
| Pseudoephedrin                             | Methamphetamin / Methcathinon    |
| N-Acetylanthranilsäure                     | Methaqualon                      |
| 3,4-Methylendioxyphenylpropan-2-on (MDP2P) | MDA / MDMA                       |
| Isosafrol                                  | MDA / MDMA                       |
| Piperonal                                  | MDA / MDMA                       |
| Safrol                                     | MDA / MDMA                       |

Die Vorschriften für Kategorie 1 sind seit Juli 2007 ausdrücklich auch für Pflanzen der Gattung Ephedra (Meerträubel) anzuwenden.

### Kategorie 2
In Kategorie 2 befinden sich vor allem Reagenzien, die für die unerlaubte Herstellung von Betäubungsmitteln verwendbar sind. Herstellung, Ein-, Ausfuhr und Handel sind registrierungspflichtig, allerdings erst bei Überschreitung eines Grenzwertes. Handelt es sich um geringere Mengen, fallen diese Stoffe nicht unter das GÜG. In der Praxis werden jedoch auch kleinere Mengen überwacht. Die Ausfuhr von Anthranilsäure beispielsweise nach Indien ist genehmigungspflichtig, da dieses Land einer der Hauptproduzenten von illegal hergestelltem Methaqualon ist. Gleiches gilt bei der Ausfuhr von zur Kokainproduktion benötigten Stoffen in südamerikanische Länder oder für Essigsäureanhydrid in den asiatischen Raum.
Ein Verstoß gegen die Meldepflicht ist eine Ordnungswidrigkeit.
| Stoff              | Menge  | Synthetisiertes Betäubungsmittel | Unterkategorie |
| ------------------ | ------ | -------------------------------- | -------------- |
| Essigsäureanhydrid | 100 l  | Heroin, div. Amphetamine         | 2A             |
| Roter Phosphor     | 0,1 kg |                                  | 2A             |
| Anthranilsäure     | 1 kg   | Methaqualon / Ketamin            | 2B             |
| Kaliumpermanganat  | 100 kg | Kokain                           | 2B             |
| Phenylessigsäure   | 1 kg   | div. Amphetamine                 | 2B             |
| Piperidin          | 0,5 kg | Phencyclidin (PCP)               | 2B             |

### Kategorie 3
Bei den Stoffen dieser Kategorie handelt es sich um triviale Lösungsmittel, die überwiegend keiner gesetzlichen Beschränkung oder Reglementierung in Bezug auf den Handel, Besitz, Verwendung unterliegen. Es wird im Gegensatz zu den eigentlichen Grundstoffen (Kategorie I und II) keine Endverbrauchserklärung (EVE) verlangt. Es handelt sich nicht um Grund- oder Ausgangsstoffe im eigentlichen Sinn, sondern um Hilfsstoffe. Es sind Lösungsmittel mit unterschiedlichen chemischen Eigenschaften, die meistens legal und ohne Beschränkung gehandelt und verwendet werden.
Lediglich die Ausfuhr in Drittländer wird in Abhängigkeit von der Menge und Ausfuhrland in Form einer Genehmigungspflicht reglementiert.
- Aceton: Verwendung überwiegend als Lösungsmittel für Farben und Lacke, aber auch zu Reinigungszwecken.
- Schwefelsäure: Verwendung überwiegend als Elektrolyt in Bleiakkumulatoren (z. B. Autobatterien). Wegen Verwendbarkeit zur Herstellung von Nitriersäure zählt die EU sie in Gemischen mit einem Gehalt von mehr als 15 % auch bei Kleinmengen seit 1. Februar 2021 zu den beschränkten Ausgangsstoffen für Explosivstoffe mit der Folge, dass die Verwendung, der Besitz und die Verbringung durch Personen und die Abgabe an Personen verboten ist, die nicht zu beruflichen oder gewerblichen Zwecken handeln; die berufliche oder gewerbliche Zweckbestimmung ist bei Verkauf zu überprüfen und verdächtige Transaktionen sind meldepflichtig.[3]
- Diethylether: Verwendung überwiegend für Farben und Lacke, Zusatz (Additiv) zu Treibstoffen, aber auch zu Reinigungszwecken, Konservierung, Restaurierung.
- Salzsäure: Verwendung als sogenannte pH-Säure, in der Metallverarbeitung auch als Flussmittel beim Löten.

Außenhandel (außerhalb der Mitgliedsstaaten der EU)
| Stoff                  | Menge  |
| ---------------------- | ------ |
| Aceton                 | 50 kg  |
| Diethylether           | 20 kg  |
| Methylethylketon (MEK) | 50 kg  |
| Toluol                 | 50 kg  |
| Schwefelsäure          | 100 kg |
| Salzsäure              | 100 kg |